# Салават
Салава́т (баш. МФА: Салауато файле) — город в России, один из крупнейших промышленных центров Республики Башкортостан. Город республиканского значения, образует одноимённый городской округ.
Является одним из центров Южно-Башкирской полицентрической агломерации с мощным производственным потенциалом и населением около 150 тыс. человек. В городе находится единственное в России химическое предприятие, производящее ракетное топливо гептил — Салаватский химический завод (располагается в рамках территориального периметра ООО «Газпром нефтехим Салават»).

## Этимология
Основан в 1948 году как посёлок при строительстве нефтехимического комбината. Название по имени башкирского национального героя Салавата Юлаева, участника восстания под предводительством Е. И. Пугачёва. С 1954 года город Салават.

## Физико-географическая характеристика
Географическое положение
Город расположен на юге Башкортостана, на левом берегу реки Белая (приток Камы), в 160 км к югу от Уфы, столицы региона.
Протяжённость территории города в длину вдоль реки Белая составляет 5,5 км, в ширину (без 116 квартала) 2,65 км. Самая высокая точка города расположена в 116 квартале (175 м).
В черте города расположено озеро Курбалыкуль.
Геология
Город находится в зоне Предуральского краевого прогиба. С начала позднего палеозоя на территории Салавата был морской бассейн. Он господствовал здесь почти весь поздний палеозой. На дне моря, которое лишь временами отступало, образовались преимущественно глинистые и известняковые отложения. Недра земли в окрестностях города богаты нефтью.
В конце позднего палеозоя, в пермский период, морской бассейн постепенно мелеет. На дне его накопились каменные соли и гипсы. Гипсы можно встретить в обнажениях горных пород в окрестностях города. На гипсах в обнажениях залегают самые молодые из палеозойских отложений. Они представлены обычно красноцветными песчаниками и глинами. Эти отложения, образовавшиеся уже на суше, когда палеозойский бассейн окончательно отступил, обнажаются на берегах Белой, в окрестностях города.
Почва в городе и его окрестностях: чернозём, богатый гумусом, сформировавшийся на суглинках в условиях суббореально и умеренно континентального пояса при периодически промывном водном режиме под многолетней травянистой растительностью. Под почвой залегает песок.
Климат
Климат умеренно континентальный, достаточно влажный, лето тёплое, зима умеренно холодная и продолжительная. Средняя температура января: −13,9 °C, минимальная: −48,2 °C; июля: +19,4 °C (1993 год), максимальная: +39,3 °C (2010 год). Среднегодовая температура воздуха: +3,6 °C. Среднее количество осадков: 576 мм.
Ветер преимущественно южный.
Город расположен в низине, что является причиной густых туманов, особенно в зимнее время.
Часовой пояс
Салават находится в часовой зоне МСК+2. Смещение применяемого времени относительно UTC составляет +5:00.

## История
Город Ишимбай, пионер нефтедобывающей и нефтеперерабатывающей промышленности региона, положил начало будущему городу Салават, оказал помощь в организации строительства комбината № 18, а также в самом строительстве города.
30 июня 1948 года образован посёлок в связи с началом строительства нефтехимического комбината № 18 (ныне ООО «Газпром нефтехим Салават»). На строительство нефтехимического комбината постановлением Совета Министров СССР от 30 марта 1948 год были этапированы заключённые и военнопленные: более 25 тысяч человек. Большинство из них бок о бок работали со строителями на возведении цехов комбината и жилых кварталов. В Салавате сейчас расположены четыре исправительные колонии.
7 июля 1949 года получил статус рабочего посёлка, названный в честь башкирского национального героя Салавата Юлаева. Салаватский поселковый совет подчинялся Ишимбайскому городскому совету. Нумерация возводимых школ в посёлке первоначально продолжалась после школ города Ишимбая.
12 июня 1954 года посёлок Салават вышел из подчинения Ишимбайского городского Совета, став городом республиканского подчинения.
В состав Салавата в 1956 году включена деревня Мусино.
Законом Республики Башкортостан от 25 июля 2001 года № 235-з Об установлении границ муниципальных образований в Республике Башкортостан город был разделен на 6 муниципальных образований:
1. Северное
2. Южное
3. Степное
4. Юлдашево
6. Мусино
Данный Закон утратил силу с 17 декабря 2004 года, когда был принят Закон Республики Башкортостан от 17.12.2004 N 126-з «О границах, статусе и административных центрах муниципальных образований в Республике Башкортостан».
Законом Республики Башкортостан от 31.05.2023 № 715-з — город Салават изменил свои муниципальные границы, передав часть территории Ишимбайскому району и городу Ишимбай, взамен получив в разы меньшие территории от города Ишимбая.

## Символика города
Цветок курая — символ дружбы, семь его лепестков — семь родов, положивших начало консолидации и единению башкирских племён. На территории одного из семи этих племён Юрматы расположен город Салават.
Стилизованное изображение газгольдера символизирует нефтехимическое производство, которое является градообразующим. Город своим рождением, развитием, многими достижениями обязан нефтехимическому предприятию, которое является одним из крупнейших в стране и играет ведущую роль в экономике города.
На основном поле расположены всадник и сокол, олицетворяющие вечное стремление к свободе национального героя башкирского народа Салавата Юлаева, чьим именем назван город.
Авторы герба и флага города врачи МСЧ ООО «Газпром нефтехим Салават» А. В. Лаврухин и Р. Т. Фаезов. Герб города внесён в Государственный геральдический регистр Российской Федерации решением Геральдического совета при президенте Российской Федерации (протокол № 5 от 31 мая 2001). Регистрационный номер 661.
Флаг города внесён в Государственный геральдический регистр Российской Федерации решением Геральдического совета при президенте Российской Федерации (протокол № 5 от 31 мая 2001). Регистрационный номер 662.

## Местное самоуправление
Структуру органов местного самоуправления городского округа составляют:
- представительный орган Городского округа — Совет городского округа город Салават Республики Башкортостан (Совет);
- глава Городского округа — высшее должностное лицо Городского округа, избираемое представительным органом Городского округа из своего состава и исполняющее полномочия его председателя — председатель Совета;
- глава администрации Городского округа — лицо представляющие и возглавляющие исполнительно-распорядительный орган городского округа
- исполнительно-распорядительный орган Городского округа — Администрация городского округа город Салават Республики Башкортостан (Администрация);
- контрольно-счётный орган Городского округа — Контрольно-счётная палата городского округа город Салават Республики Башкортостан.

Председатель совета и глава городского округа:
- С 2025 года - Соболев, Алексей Владимирович.

Главы администрации:
- 2006 — 2008 - Паршиков, Геннадий Петрович;
- 2008 — 2009 - Рахимов, Халил Халяфович;
- 2009 — 2011 - Бухарметов, Радик Мазгарович;
- с 2011 — 2019 - Гильманов, Фарит Фаррахович;
- с 2019 — 2020 - Халилов, Динар Галиевич;
- с 2020 — 2023 - Миронов, Игорь Геннадьевич;
- с 2023 - Рундау, Артур Александрович (ВрИО);
- с 2023 — 2025 - Муталов, Альберт Юрьевич;
- с 2025 - Рундау, Артур Александрович (ВрИО);
- с 2025  — по настоящее время - Загидуллин, Марат Гайнуллович

## Население
| 1959     | 1962     | 1967     | 1968     | 1970     | 1973     | 1975     | 1976     | 1979     | 1982     | 1985     | 1986     |
| -------- | -------- | -------- | -------- | -------- | -------- | -------- | -------- | -------- | -------- | -------- | -------- |
| 61 006   | ↗73 000  | ↗98 000  | ↗105 900 | ↗114 524 | ↗124 000 | ↗130 000 | →130 000 | ↗137 965 | ↗144 000 | ↗152 000 | ↘151 000 |
| 1987     | 1989     | 1990     | 1991     | 1992     | 1993     | 1994     | 1995     | 1996     | 1997     | 1998     | 1999     |
| ↗153 000 | ↘150 760 | ↗152 000 | ↘151 000 | ↗152 000 | ↗154 000 | ↗155 000 | ↗157 000 | ↗158 000 | ↘155 000 | ↗157 000 | ↘156 400 |
| 2000     | 2001     | 2002     | 2003     | 2004     | 2005     | 2006     | 2007     | 2008     | 2009     | 2010     | 2011     |
| ↗156 800 | ↗158 300 | ↗158 600 | →158 600 | ↘158 500 | ↘157 900 | ↘157 000 | ↘156 300 | ↘155 900 | ↘155 778 | ↗156 095 | ↗156 100 |
| 2012     | 2013     | 2014     | 2015     | 2016     | 2017     | 2018     | 2019     | 2020     | 2021     | 2024     | 2025     |
| ↘155 464 | ↘154 884 | ↘154 593 | ↗155 655 | ↘153 973 | ↘153 181 | ↘152 354 | ↘151 571 | ↘150 500 | ↘148 575 | ↘146 633 | ↘144 970 |

На 1 января 2025 года по численности населения город находился на 120-м месте из 1124 городов Российской Федерации.
Согласно прогнозу Минэкономразвития России, численность населения будет составлять:
- 2024 — 148,28 тыс. чел.
- 2035 — 136,61 тыс. чел.

Национальный состав
В городе проживают представители более 60 национальностей.
Согласно Всероссийской переписи населения 2010 года: русские — 54,9 %, татары — 20,8 %, башкиры — 18 %, чуваши — 2,1 %, украинцы — 1,5 %, лица других национальностей — 2,7 % (недоступная ссылка).
По итогам переписи населения 2020 года проживали следующие национальности (национальности менее 0,1 % и другое см. в сноске к строке «Другие»):
| Национальность | Численность, чел. | Доля     |
| -------------- | ----------------- | -------- |
| Русские        | 75 223            | 50,63 %  |
| Башкиры        | 35 621            | 23,98 %  |
| Татары         | 28 270            | 19,03 %  |
| Чуваши         | 2121              | 1,43 %   |
| Украинцы       | 726               | 0,49 %   |
| Мордва         | 456               | 0,31 %   |
| Узбеки         | 359               | 0,24 %   |
| Таджики        | 227               | 0,15 %   |
| Марийцы        | 203               | 0,14 %   |
| Армяне         | 184               | 0,12 %   |
| Казахи         | 165               | 0,11 %   |
| Белорусы       | 160               | 0,11 %   |
| Другие         | 4860              | 3,26 %   |
| Итого          | 148 575           | 100,00 % |

### Языковой состав
Согласно Всероссийской переписи населения 2010 года родными языками населения являлись: русский — 66 %, татарский — 16 %, башкирский — 15 %, чувашский — 1,1 %.
Согласно Всероссийской переписи населения 2020 года родными языками населения являлись: русский — 55 %, башкирский — 21,6 %,  татарский — 15,8 %, чувашский — 1 %, не указавшие родной язык - 5,4 %.

## Руководители Салавата
Субхангулов Сахиула Шакирович — председатель Салаватского поселкового Совета (1949—1954). При нём город Новостройка получил статус города и название — город Салават.
Якимов Владимир Николаевич — 1-й секретарь Ишимбайского горкома КПСС (1948—1954), затем 1-й Первый секретарь Салаватского горкома КПСС (1954−1959), депутат Верховного Совета БАССР 2, 4, 5, 6, 7, 8, 9, 10 созывов.
Ишмухаметов Рауль Ахметгареевич — глава администрации с 1954 по 1963 (1-й Председатель исполнительного комитета Салаватского городского Совета депутатов трудящихся), депутат Верховного Совета БАССР 4-го созыва.
Фаткуллин Хусаин Аглюльевич
— глава администрации с 1963 по 1970 (2-й Председатель исполнительного комитета Салаватского городского Совета депутатов трудящихся).
Аминов Лерон Халитович — глава администрации с 1970 по 1972 (3-й Председатель исполнительного комитета Салаватского городского Совета депутатов трудящихся).
Богданов Иван Антонович — глава администрации с 1972 по 1986 (4-й председатель исполнительного комитета Салаватского городского Совета народных депутатов), почетный житель города Салавата.
Хамзин Фарит Хабибуллович — 5-й Первый секретарь Салаватского городского комитета КПСС.
Николаевский Станислав Александрович — глава администрации с 1990 по март 1991 (Председатель исполнительного комитета Салаватского городского Совета народных депутатов).
Бартенев Евгений Константинович — 1-й глава администрации города Салават с 1991 по 1992 и Председатель исполнительного комитета Салаватского городского Совета народных депутатов (1987—1988, 1991—1992).
Сигаков Николай Иванович — глава администрации города Салават с 1997 по 1999.
Галиев Асгат Талгатович — глава администрации города Салават с 1999 по 2002.
Алимов Юрий Борисович — глава администрации города Салават с 2002 по 2004.
Паршиков Геннадий Петрович — глава администрации города Салават и 1-й глава администрации городского округа «Город Салават» с 2005 по 2008.
Рахимов Халил Халяфович — глава администрации с 2008 по май 2009 (2-й глава администрации городского округа «Город Салават»).
Бухарметов Радик Мазгарович — глава администрации с 23 мая 2009 по 18 марта 2011 (3-й глава администрации городского округа «Город Салават»).
Гильманов Фарит Фаррахович — глава администрации с 22 апреля 2011 по 28 января 2019 (4-й глава администрации городского округа «Город Салават»).
Халилов Динар Галиевич — глава администрации с февраля 2019 по апрель 2020 (5-й глава администрации городского округа «Город Салават»).
Миронов Игорь Геннадьевич — глава администрации с мая 2020 года по октябрь 2024 года (6-й глава администрации городского округа «Город Салават»). С марта 2023 до 7 ноября 2024 его обязанности исполнял первый заместитель Рундау Артур Александрович.
Муталов Альберт Юрьевич — глава администрации с 7 ноября 2024 года по 27 марта 2025 года (7-й глава администрации городского округа «Город Салават»). Родился в марте 1979 года в Салавате.
Загидуллин Марат Гайнуллович — глава администрации с 30 апреля 2025 года (8-й глава администрации городского округа «Город Салават»). Родился 13 августа 1972 года в д. Новый Калкаш. Прежде работал директором Стерлитамакского политехнического колледжа..

## Экономика
Промышленность
Крупный центр нефтеперерабатывающей и нефтехимической промышленности (ООО «Газпром нефтехим Салават» (ГПНС), до 2011 г. носил название «Салаватнефтеоргсинтез» (СНОС), выпускает жидкое топливо, спирты бутиловые, полиэтилен высокого давления, азотные удобрения и пр.), перерабатывающая мощность комплекса: 11,7 млн тонн нефти в год.
Нефтеперерабатывающий комплекс рядом трубопроводов связан с нефтепромыслами Ишимбая, Шкапова, Арлана, с месторождениями газа (Каргалинское, Оренбургская область), газоконденсата (Карачаганакское, Казахстан), а также с химическими предприятиями Уфы, Стерлитамака и Нижнекамска.
Также в городе работают завод «Салаватнефтемаш», ООО «Акрил Салават», АО «Салаватский химический завод»,Салаватский катализаторныйзавод,ООО"Промводоканал". Помимо этого, функционирует крупный завод по производству технического стекла (АО «Салаватстекло»), Имеются пищевые и деревообрабатывающие производства.
В городе располагаются две тепловые электростанции: Салаватская ТЭЦ мощностью 245 МВт (ООО «Башкирская генерирующая компания») и Ново-Салаватская ТЭЦ мощностью 530 МВт (ООО «Ново-Салаватская ТЭЦ» — дочернее предприятие ООО «Газпром нефтехим Салават»).
В Салавате идет активное строительство новых предприятий в экономической зоне «Алга».

## Экология
На протяжении 60 лет постоянной проблемой в городе является загрязнение атмосферы и реки Белой сточными водами предприятия ООО «Газпром нефтехим Салават». 
Загрязнение атмосферного воздуха в городе Салават достигло критической точки, что требует срочного вмешательства и мер по улучшению экологической обстановки. В 2023 году в городах Стерлитамак, Ишимбай, Салават и на прилегающей территории проведено обследование атмосферного воздуха в 96 точках установлены превышения ПДК в 66 точках: так в городе Салават превышения по толуолу в 1,2 раза, м,п-ксилолам – в 1,2 раза, о-ксилолу – в 1,1 раз и по альфа-метилстиролу – в 1,3 раза. Основными источниками загрязнения являются действия промышленных предприятий и транспортного комплекса. В 2023 году выбросы загрязняющих веществ в атмосферу от этих источников составили 47,3 тыс. т.) и ООО «Газпром нефтехим Салават» является основным загрязнителем атмосферного воздуха города, при этом тенденции повышения выбросов за последние пять лет (с 2019 по 2024 гг.) в среднем составляет 9,48% в год .
В городе Салават наблюдается крайне неблагоприятное экологическое состояние, обусловленное высокой плотностью выбросов загрязняющих веществ. Эти выбросы в значительной степени связаны с развитием промышленного и транспортного комплексов, которые вносят значительный вклад в ухудшение качества атмосферного воздуха. Из анализа объемов выбросов видно, что «плотность выбросов загрязняющих веществ на 1 га территории г. Салават является высокой и составляет – 4,6 тонны (на 1 жителя – 0,398 тонны)», это делает город Салават самым загрязнённым городом в Республике Башкортостан на душу населения .

## Транспорт
Рядом с Салаватом проходит автотрасса федерального значения Р240 Уфа — Оренбург.
| С-З | Санкт-Петербург ~ 2156 км | Уфа ~ 156 км Стерлитамак ~ 31 км | Нижневартовск ~ 2014 км Тюмень ~ 964 км Ишимбай ~ 10 км | С-В |
| З   | Москва ~ 1460 км          | Роза ветров                      | Магнитогорск ~ 314 км                                   | В   |
| Ю-З |                           | Мелеуз ~ 47 км Оренбург ~ 218 км |                                                         | Ю-В |

В городе действует автобусное, трамвайное, железнодорожное сообщение. Городское, междугородное и пригородное автобусное сообщение обслуживает Салаватский автовокзал. Пассажирскими перевозками в городе занимаются МУП «Салаватское трамвайное управление», Салаватское пассажирское автотранспортное предприятие, ООО «Мондиаль», ООО «Авто Лайн», ООО «Маршрут-Сервис» и такси. Первый трамвай в городе был пущен 29 июля 1957 года. Трамвайные линии в Салавате проходят вдоль западной части города на 36,7 км. Ежедневно на линию выходят 55 трамваев.
Через станцию Салават следует поезд № 381/382 Ташкент — Уфа. На ежедневном рельсовом автобусе можно добраться до Уфы, Оренбурга, Стерлитамака, Кумертау и других населённых пунктов. Несмотря на то что Салават крупный промышленный центр, и здесь на станции Аллагуват формируют транспортные железнодорожные составы, стоянка поездов на станции Салават всего 2 минуты, тех же рельсовых автобусов. В самом городе нет рельсовых автобусов. Весь пассажирский транспорт — проходящий.
Автобусные маршруты
- № 1 Автовокзал — микрорайон Мусино — Ленинградская ул.;
- № 1к Автовокзал — Ленинградская ул.;
- № 2 Нефтяной университет — АО «Салаватстекло»;
- № 3 Автовокзал — бульв. Космонавтов — ул. Строителей;
- № 4 Автовокзал — ул. Ленина;
- № 5 Автовокзал — Ленинградская ул. — р. Белая;
- № 6 Автовокзал — ул. Ленина — ул. Калинина — Нефтяной университет — ул. Гафури — ул. Строителей — ДОК;
- № 7 Автовокзал — 111 квартал;
- № 8 Городской рынок — Ленинградская ул. — ул. Островского;
- № 9 Городской рынок — ул. Островского — Ленинградская ул.;
- № 31э Городской рынок — Юлдашево;
- № 40 ул. Богдана Хмельницкого — Теплица;
- № 42 Нефтяной университет — ООО «Газпром нефтехим Салават»;
- № 43 Микрорайон Желанный — ООО «Газпром нефтехим Салават»;
- № 44 ул. Островского — ООО «Газпром нефтехим Салават»;
- С («Северный») Микрорайон Нефтехимик — ООО «Газпром нефтехим Салават»;
- Ю («Южный») Нефтяной университет — ООО «Газпром нефтехим Салават»;

## Спорт
Летом 2007 года в городе была открыта первая очередь спортивно-концертного комплекса «Салават»: ледовый дворец вместимостью 1350 человек. Сегодня в Салавате активно развиваются хоккей и фигурное катание. Хоккейный клуб «Юрматы» выступает в первенстве среди клубных команд (зона «Поволжье»). В 2009 году открылась вторая очередь спортивно-концертного комплекса «Салават»: плавательный бассейн «Золотая рыбка». Это многофункциональный комплекс с плавательным бассейном, spa-бассейном, детскими водными горками, финскими и инфракрасными саунам, тренировочным залом.
В городе Салавате три бассейна: «Алмаз» (50 метров), «Вега» и «Золотая рыбка» (25 метров), два стадиона, спортивный комплекс «Нефтехимик», спортивный зал.
В 2010 году в городе проводилась I окружная спартакиада для детей из интернатных учреждений Приволжья «Малые игры доброй воли». Соревнования прошли под эгидой представителя Президента РФ в Приволжском федеральном округе Григория Рапоты в рамках проекта «Вернуть детство». В Салават съехалось свыше 200 воспитанников детских домов и школ-интернатов в составе 9 сборных команд из Башкортостана, Татарстана, Чувашии, Удмуртии, Мордовии, а также Пензенской, Кировской, Оренбургской и Саратовской областей.
В 2011 году в Салавате был открыт первый региональный филиал петербургской футбольной академии «Зенит». В числе объектов инфраструктуры: футбольные поля, соответствующие стандартам ФИФА, в том числе реконструированный стадион имени 50-летия Октября.
Ежегодно проводятся соревнования «Салаватская лыжня». В 15 км от города на склонах горы Яшель-тау располагался горнолыжный центр «Спутник». Центр был закрыт и заброшен из-за проблем с безопасностью горнолыжной трассы.

## Социальная сфера
В городе действуют 26 средних общеобразовательных учреждений, в том числе 3 гимназии, 3 лицея, 1 школа-интернат и 19 общеобразовательных школ, учебные заведения среднего профессионального образования: Салаватский индустриальный колледж, педагогический, медицинский и музыкальный колледжи.
Действуют высшие учебные заведения:
- Московский государственный институт экономики, статистики и информатики (МЭСИ), Салаватский филиал;
- Салаватский гуманитарный институт;
- Салаватский институт экономики и управления;
- Салаватский филиал Уфимской государственной академии экономики и сервиса;
- Филиал Уфимского государственного нефтяного технического университета;

Также в Салавате работают музыкальная и художественная школы.
Для организации культурного досуга жителей города работают башкирский драматический театр, ДК Нефтехимик, Культурно-досуговый центр «Агидель», кинотеатр «Октябрь». Помимо этого работают краеведческий музей, картинная галерея, городская библиотека, молодёжные клубы.

В 2009 году решением совета городского округа город Салават было утверждено звание «Почётный гражданин города Салавата». На февраль 2011 года 19 человек были удостоены этого почётного звания.
Первым парком в городе был «Парк имени Салавата Юлаева» (в конце улицы А. С. Пушкина, между ул. Богдана Хмельницкого и ул. Стахановская). Там же стоял первый памятник С.Юлаеву. В 2006 году этот памятник был перемещён на бульвар Салавата Юлаева (напротив «Вечного огня»). Сейчас этот парк называется «Детский парк имени А. С. Пушкина» с памятником великому поэту России.
В дальнейшем были обустроены парки: им. Горького, «Центральный парк культуры и отдыха» с многочисленными аттракционами.

## Религия
Основными религиозными конфессиями в городе являются православное христианство (Салаватской епархия Русской православной церкви) и ислам суннитского толка.
Православные храмы:
- Успенский кафедральный собор;
- Храм во имя иконы Богородицы Неупиваемая Чаша (микрорайон Мусино);
- Храм в честь святой мученицы царицы Александры;
- Часовня Георгия Победоносца

Мечети:
- Салаватская соборная мечеть;
- Мечеть Ихлас

Протестантские общины:
- Дом молитвы евангельских христиан-баптистов;
- Дом молитвы христиан веры евангельской «Лоза»;

Существуют еврейская община и община Свидетелей Иеговы.

### Кладбища
На территории города расположены 3 кладбища. Старое кладбище расположено в северной части города и закрыто для захоронений. Два новых кладбища расположены за 116 кварталом. На кладбищах производятся захоронения независимо от вероисповедания усопших. На кладбищах сооружены часовни.

## Архитектура
В 50-е годы XX века город строился очень быстрыми темпами. На стройке работало около 30 000 человек. Строительство Салавата было объявлено всесоюзной ударной комсомольской стройкой.
Оригинальность городской архитектуры заключается в сочетании типовой застройки (сталинок, хрущёвок) с национальным башкирским колоритом.
Национальный колорит виден в ажурных решётках парков, в мозаике на стенах домов с изображениями тружеников в национальных костюмах.
Примечательные строения: дворец культуры нефтехимиков, украшенный витиеватыми росписями, железнодорожный вокзал и городская администрация, мечеть и храмы города.

### Мосты
На территории города расположено 7 мостов, среди них 2 пешеходных и 2 автомобильных через реки в черте города, 3 моста через железную дорогу, среди которых один мост пешеходный.

### Памятники
Памятники
- Стела национальному герою Салавату Юлаеву расположена на северном въезде в город Салават, скульптор А. В. Семченко;
- Памятник В. И. Ленину — серый гранит, скульпторы Э. Агаян, архитекторы Ю. Акимов, А. Тарантул, расположен на площади Ленина;
- Памятник первостроителям города Салавата расположен на площади Ленина;
- Памятник Герою Советского Союза Александру Матросову расположен на бульваре Матросова;
- Памятник А. М. Горькому располагался в парке им. А. М. Горького за кинотеатром «Родина» (не сохранился);
- Памятник С. Юлаеву расположен на бульваре Салавата Юлаева, скульптор Тамара Нечаева;
- Памятник Герою Советского Союза Олегу Кошевому;
- Памятник А. С. Пушкину расположен в детском парке имени Пушкина на пересечении улиц Пушкина и Богдана Хмельницкого, 1961. Бюст, гипс, бетон. Скульптор неизвестен;
- Памятник Ф. Э. Дзержинскому расположен на ул. Дзержинского;
- Стела в честь 40-й годовщины Октябрьской революции расположена на площади Победы;
- Мемориал ликвидаторам последствий аварии на Чернобыльской АЭС на аллее Салавата Юлаева;
- Памятник жителям д. Кудакаево, перекрёсток улицы Губкина и Октябрьской улицы;
- Мемориал «Вечный огонь» расположен между жилым домом № 17 на бульваре Салавата Юлаева и Дворцом детского (юношеского) творчества[62] (дом № 21);
- Памятник дворнику расположен на улице Ленина;
- Стела в честь участников локальных войн[63] расположена на территории УМВД по городу Салавату;

Мемориальный комплекс «Вечный огонь»:
- Вечный огонь с памятником (катер на постаменте). Надпись на памятнике «В память о моряках защитниках Родины в Великой Отечественной войне 1941—1945 гг.» Надпись на катере «В память бессмертного подвига ветеранов Великой Отечественной войны»
  - Памятник Победы расположен на бульваре Салавата Юлаева;
    - Зенитно-артиллерийская установка — 100-миллиметровая пушка.
    - Ракетная установка Катюша.
    - Танк Т-34/76 образца 1941—1942 года, принимавший участие в боях в Барятинском районе Калужской области в марте 1942 года.
    - БТР.
    - Мемориальные плиты Героям Советского Союза — Бекетову В. С., Сухорукову А. Я., Ахтямову Х. Б. и Герою России — Трубанову В. Е.
    - Гранитная стена с фотографиями Героев.
    - Гранитная плита с надписью: «Сквер посвящён защитникам Отечества. Заложен 9 мая 2000 года».

## Средства массовой информации
В городе издаются газеты:
- «Выбор» (ранее — «Ленинский путь»),
- «Уныш» (печатает объявления),
- «Уныш плюс»,
- «Салаватский нефтехимик».

Первая городская газета «Ленинский путь» вышла 30 октября 1954 года. Первое радио начало работу в 1956 году.
Работает региональное телевидение (телекомпания «Салават», ТРК «Галстрир-ТВ», СКТВ «Телеконтур», Городской телеканал UTV Салават)

### Радиовещание
- 92,6 МГц Love Radio
- 95,2 МГц Радио Рекорд
- 96,1 МГц Вести FM (Стерлитамак)
- 97,4 МГц DFM
- 98,1 МГц Радио Хит-Навигатор / (ПЛАН) Радио Искатель (Ишимбай)
- 98,7 МГц Юмор FM (Стерлитамак)
- 99,3 МГц Радио Дача (Стерлитамак)
- 99,9 МГц Радио Маяк (Стерлитамак)
- 100,9 МГц Европа Плюс (Стерлитамак)
- 101,9 МГц Спутник FM (Стерлитамак)
- 102,3 МГц Новое радио
- 102,9 МГц Радио России / ГТРК Башкортостан (Стерлитамак)
- 103,3 МГц (Молчит) М-Радио
- 103,8 МГц Радио Юлдаш (Стерлитамак)
- 104.3 Мгц Русское радио (Стерлитамак)
- 104,8 МГц Ретро FM (Стерлитамак)
- 105,8 МГц Дорожное радио
- 106,2 МГц Радио Шансон
- 107,7 МГц Радио ENERGY

### Телевидение
- 4 МВ Первый канал;
- 6 МВ Домашний (Стерлитамак);
- 8 МВ Пятый канал; (ТРК «Галстрир-ТВ»)
- 11 МВ Россия 1 / ГТРК Башкортостан;
- 22 ДМВ Россия К;
- 27 ДМВ НТВ (Стерлитамак);
- 29 ДМВ БСТ;
- 37 ДМВ ТВ-3;
- 41 ДМВ СТС (Стерлитамак);
- 43 ДМВ ТНТ (Ишимбай);
- 44 ДМВ Второй мультиплекс цифрового телевидения России;
- 46 ДМВ Первый мультиплекс цифрового телевидения России;
- 47 ДМВ ТВЦ (Ишимбай);
- 49 ДМВ Домашний;

В Салавате работают 4 компании, предоставляющие услуги по кабельному телевидению: «Уфанет», «Ростелеком» (IPTV), «МТС» (IPTV), «Мегафон»

## Международное сотрудничество
Город Салават являлся городом-побратимом городам:
1. Бирск, Россия (2009)
2. Порвоо, Финляндия (2007)
3. Мозырский район, Беларусь (27.06.2024)[66]

Город Салават в 1960-х годах являлся городом-побратимом:
1. Карл-Маркс-Штадт (нем. Karl-Marx-Stadt), ГДР (1967), ныне Хемниц, Германия

## Посвящения
...Красивый, молодой, многоязычный,

Растёт, мужает в каждом новом дне.

Делами Салават известен лично

Не одному Уралу – всей стране!
Салавату посвящены произведения поэтов и композиторов. К 50-летию города выпущены поэтический сборник «Мой город Салават», альбом «Дворец культуры „Нефтехимик“, традиции и современность».
В 1979 году бельгийским астрономом Анри Дебеонем в честь города был назван астероид из группы главного пояса.
В 2006 году вышел сборник стихов, басен и прозы, посвящённых городу Салавату «Салаватские зори» Алексея Пучкина.

## Фотогалерея
- Улица Губкина
- Кинотеатр «Октябрь»
- Музыкальный колледж
- В посёлке Желанный
- Проспект Нефтяников
- Первомайская улица
- Улица Богдана Хмельницкого
- Храм в Мусино
- Станция Салават. Вид с пешеходного моста